# Wereldkampioenschappen kunstschaatsen 1991
De Wereldkampioenschappen kunstschaatsen is een evenement dat georganiseerd wordt door de Internationale Schaatsunie.
Het WK toernooi van 1991 vond plaats in München. Het was voor de derde maal dat de Wereldkampioenschappen Kunstschaatsen hier werden gehouden, ook in 1906 (alleen mannen) en in 1974 vond kampioenschap hier plaats. Het was de dertiende keer dat de WK Kunstschaatsen in Duitsland plaatsvonden, ook Berlijn (7x voor 1947),  Garmisch-Partenkirchen (1956) en Dortmund (1964, 1980) waren  gaststeden.
Voor de mannen was het de 81e editie, voor de vrouwen de 71e editie, voor de paren de 69e editie, en voor de ijsdansers de 39e editie.

## Historie
De Duitse en Oostenrijkse schaatsbond, verenigd in de "Deutscher und Österreichischer Eislaufverband", organiseerden zowel het eerste EK Schaatsen voor mannen als het eerste EK Kunstrijden voor mannen in 1891 in Hamburg, Duitsland, nog voor het ISU in 1892 werd opgericht. De internationale schaatsbond nam in 1892 de organisatie van het EK Kunstrijden over. In 1895 werd besloten voortaan de Wereldkampioenschappen kunstschaatsen te organiseren en kwam het EK te vervallen. In 1896 vond de eerste editie voor de mannen plaats. Vanaf 1898 vond toch weer een herstart plaats van het EK Kunstrijden.
In 1906, tien jaar na het eerste WK voor de mannen, werd het eerste WK voor de vrouwen georganiseerd en twee jaar later, in 1908, vond het eerste WK voor de paren plaats. In 1952 werd de vierde discipline, het WK voor de ijsdansers, eraan toegevoegd.
Er werden geen kampioenschappen gehouden tijdens en direct na de Eerste Wereldoorlog (1915-1921) en tijdens en direct na de Tweede Wereldoorlog (1940-1946) en in 1961 vanwege de Sabena vlucht 548 vliegtuigramp op 15 februari op Zaventem waarbij alle passagiers, waaronder de voltallige Amerikaanse delegatie voor het WK kunstrijden op weg naar Praag, om het leven kwamen.

## Deelname
Er namen deelnemers uit een recordaantal van 30 landen deel aan deze kampioenschappen. Zij vulden eveneens een recordaantal van 115 startplaatsen in.
Voor België nam Alexandre Geers voor de vierde keer bij de mannen deel en debutante Isabelle Balhan nam deel bij de vrouwen.
Voor Nederland debuteerde Marion Krijgsman in het vrouwentoernooi, zij was de tiende vrouw die voor Nederland bij de vrouwen uitkwam.
Het Groothertogdom Luxemburg werd voor de tweede keer op het WK Kunstschaatsen vertegenwoordigd, Maarten van Mechelen was de tweede Luxemburger na Paul Cechmanek in 1975 die aan het mannentoernooi deelnam.
(Tussen haakjes het totaal aantal startplaatsen over de disciplines.)
| Duitsland (12) Sovjet-Unie (11) Verenigde Staten (11) Canada (10) Frankrijk (6) Japan (6) | Italië (5) Australië (4) Finland (5) Tsjecho-Slowakije (4) Verenigd Koninkrijk (4) Zwitserland (4) | Bulgarije (3) Hongarije (3) Oostenrijk (3) Polen (3) Zuid-Korea (3) België (2) | Denemarken (2) Joegoslavië (2) Mexico (2) Noorwegen (2) Spanje (2) China (1) | Luxemburg (1) Nederland (1) Nieuw-Zeeland (1) Roemenië (1) Taiwan (1) Zweden (1) |

## Medailleverdeling
Bij de mannen veroverde Kurt Browning zijn derde opeenvolgende wereldtitel. Viktor Petrenko op de  tweede plaats veroverde ook zijn derde WK medaille, in 1988 werd hij derde, in 1990 ook tweede. Todd Eldredge op de derde plaats veroverde zijn eerste WK medaille.
Bij de vrouwen stonden voor het eerst drie vrouwen uit hetzelfde land op het erepodium. Voor het Amerikaanse trio Kristi Yamaguchi, Tonya Harding en Nancy Kerrigan was het hun eerste WK medaille,  
dit was behalve het eerste kampioenschap in 1906 en het eerste toernooi na de Eerste Wereldoorlog in 1922 na zeven jaar onderbreking, het zesde toernooi waarop een geheel nieuw podium werd gevormd, in 1949, 1953, 1977, 1981 en 1983 vond dit eerder plaats.
Bij het paarrijden veroverden de nieuwe wereldkampioenen Natalia Mishkutenok / Artur Dmitriev hun tweede WK medaille, in 1990 werden ze derde. Ook Isabelle Brasseur / Lloyd Eisler veroverden hun tweede WK medaille, in 1990 werden ze ook tweede. Voor het paar op de derde plaats, Natasha Kuchiki / Todd Sand, was het hun eerste medaille.
Bij het ijsdansen veroverden Isabelle Duchesnay / Paul Duchesnay hun derde medaille, in 1989 werden ze derde, in 1990 tweede en dit jaar werden ze het eerste Franse ijsdanspaar dat wereldkampioen werd. 
Marina Klimova / Sergei Ponomarenko op de tweede plaats veroverde hun zevende medaille, van 1986-1988 werden ze vier jaar op rij tweede, in 1989 en 1990 wereldkampioen. Maya Usova / Alexander Zhulin op plaats drie veroverden hun derde WK medaille, in 1989 werden zij tweede, in 1990 ook derde.
| Discipline | Goud ·                               | Zilver ·                            | Brons ·                       |
| ---------- | ------------------------------------ | ----------------------------------- | ----------------------------- |
| Mannen     | Kurt Browning                        | Viktor Petrenko                     | Todd Eldredge                 |
| Vrouwen    | Kristi Yamaguchi                     | Tonya Harding                       | Nancy Kerrigan                |
| Paren      | Natalia Mishkutenok / Artur Dmitriev | Isabelle Brasseur / Lloyd Eisler    | Natasha Kuchiki / Todd Sand   |
| IJsdansen  | Isabelle Duchesnay / Paul Duchesnay  | Marina Klimova / Sergei Ponomarenko | Maya Usova / Alexander Zhulin |

## Uitslagen

### Mannen / Vrouwen
| Mannen                 | Mannen                 | Mannen                           | Mannen | Mannen | Mannen | Mannen |
| #                      | naam                   | land                             |        |        |        |        |
| ---------------------- | ---------------------- | -------------------------------- | ------ | ------ | ------ | ------ |
| Goud                   | Kurt Browning          | Vlag van Canada                  |        |        |        |        |
| Zilver                 | Viktor Petrenko        | Vlag van Sovjet-Unie             |        |        |        |        |
| Brons                  | Todd Eldredge          | Vlag van Verenigde Staten        |        |        |        |        |
| 4                      | Petr Barna             | Vlag van Tsjechië                |        |        |        |        |
| 5                      | Christopher Bowman     | Vlag van Verenigde Staten        |        |        |        |        |
| 6                      | Elvis Stojko           | Vlag van Canada                  |        |        |        |        |
| 7                      | Michael Slipchuk       | Vlag van Canada                  |        |        |        |        |
| 8                      | Alexei Urmanov         | Vlag van Sovjet-Unie             |        |        |        |        |
| 9                      | Eric Millot            | Vlag van Frankrijk               |        |        |        |        |
| 10                     | Masakaru Kagiyama      | Vlag van Japan                   |        |        |        |        |
| 11                     | Paul Wylie             | Vlag van Verenigde Staten        |        |        |        |        |
| 12                     | Oula Jaaskelainen      | Vlag van Finland                 |        |        |        |        |
| 13                     | Oliver Honer           | Vlag van Zwitserland             |        |        |        |        |
| 14                     | Jung Sung-il           | Vlag van Zuid-Korea              |        |        |        |        |
| 15                     | Mirko Eichhorn         | Vlag van Duitsland               |        |        |        |        |
| 16                     | Steven Cousins         | Vlag van Verenigd Koninkrijk     |        |        |        |        |
| 17                     | Cameron Medhurst       | Vlag van Australië               |        |        |        |        |
| 18                     | Daniel Weiss           | Vlag van Duitsland               |        |        |        |        |
| 19                     | Gilberto Viadana       | Vlag van Italië                  |        |        |        |        |
| 20                     | Ronny Winkler          | Vlag van Duitsland               |        |        |        |        |
| Vrije kür niet bereikt |                        |                                  |        |        |        |        |
| 21                     | Ralph Burghart         | Vlag van Oostenrijk              |        |        |        |        |
| 22                     | Viacheslav Zagorodniuk | Vlag van Sovjet-Unie             |        |        |        |        |
| 23                     | Cornel Gheorghe        | Vlag van Roemenië                |        |        |        |        |
| 24                     | Jan Erik Digernes      | Vlag van Noorwegen               |        |        |        |        |
| 25                     | Henrik Walentin        | Vlag van Denemarken              |        |        |        |        |
| 26                     | Péter Kovács           | Vlag van Hongarije               |        |        |        |        |
| 27                     | David Liu              | Vlag van Taiwan                  |        |        |        |        |
| 28                     | Tomislav Cizmesija     | Vlag van Joegoslavië (1943-1992) |        |        |        |        |
| 29                     | Maarten van Mechelen   | Vlag van Luxemburg               |        |        |        |        |
| 30                     | Jordi Lafarga          | Vlag van Spanje                  |        |        |        |        |
| 31                     | Nikolai Tonev          | Vlag van Bulgarije               |        |        |        |        |
| 32                     | Alexandre Geers        | Vlag van België                  |        |        |        |        |
| 33                     | Ricardo Olavarrieta    | Vlag van Mexico                  |        |        |        |        |

| Vrouwen                | Vrouwen            | Vrouwen                          | Vrouwen | Vrouwen | Vrouwen | Vrouwen |
| #                      | naam               | land                             |         |         |         |         |
| ---------------------- | ------------------ | -------------------------------- | ------- | ------- | ------- | ------- |
| Goud                   | Kristi Yamaguchi   | Vlag van Verenigde Staten        |         |         |         |         |
| Zilver                 | Tonya Harding      | Vlag van Verenigde Staten        |         |         |         |         |
| Brons                  | Nancy Kerrigan     | Vlag van Verenigde Staten        |         |         |         |         |
| 4                      | Midori Ito         | Vlag van Japan                   |         |         |         |         |
| 5                      | Surya Bonaly       | Vlag van Frankrijk               |         |         |         |         |
| 6                      | Josee Chouinard    | Vlag van Canada                  |         |         |         |         |
| 7                      | Joanne Conway      | Vlag van Verenigd Koninkrijk     |         |         |         |         |
| 8                      | Marina Kielmann    | Vlag van Duitsland               |         |         |         |         |
| 9                      | Patricia Neske     | Vlag van Duitsland               |         |         |         |         |
| 10                     | Joelija Vorobjova  | Vlag van Sovjet-Unie             |         |         |         |         |
| 11                     | Junko Yaginuma     | Vlag van Japan                   |         |         |         |         |
| 12                     | Chen Lu            | Vlag van China                   |         |         |         |         |
| 13                     | Simone Lang        | Vlag van Duitsland               |         |         |         |         |
| 14                     | Mari Asanuma       | Vlag van Japan                   |         |         |         |         |
| 15                     | Lenka Kulovana     | Vlag van Tsjechië                |         |         |         |         |
| 16                     | Anisette Torp-Lind | Vlag van Denemarken              |         |         |         |         |
| 17                     | Zuzanna Szwed      | Vlag van Polen                   |         |         |         |         |
| 18                     | Lisa Sargeant      | Vlag van Canada                  |         |         |         |         |
| 19                     | Natalia Gorbenko   | Vlag van Sovjet-Unie             |         |         |         |         |
| 20                     | Lily Lyoonjung Lee | Vlag van Zuid-Korea              |         |         |         |         |
| Vrije kür niet bereikt |                    |                                  |         |         |         |         |
| 21                     | Marion Krijgsman   | Vlag van Nederland               |         |         |         |         |
| 22                     | Cathrin Degler     | Vlag van Duitsland               |         |         |         |         |
| 23                     | Tamara Teglassy    | Vlag van Hongarije               |         |         |         |         |
| 24                     | Beatrice Gelmini   | Vlag van Italië                  |         |         |         |         |
| 25                     | Helene Persson     | Vlag van Zweden                  |         |         |         |         |
| 26                     | Laetitia Hubert    | Vlag van Frankrijk               |         |         |         |         |
| 27                     | Sabrina Tschudi    | Vlag van Zwitserland             |         |         |         |         |
| 28                     | Zeljka Cizmesija   | Vlag van Joegoslavië (1943-1992) |         |         |         |         |
| 29                     | Mila Kajas         | Vlag van Finland                 |         |         |         |         |
| 30                     | Tamara Heggen      | Vlag van Australië               |         |         |         |         |
| 31                     | Marta Andrade      | Vlag van Spanje                  |         |         |         |         |
| 32                     | Milena Marinovich  | Vlag van Bulgarije               |         |         |         |         |
| 33                     | Anita Thorenfeldt  | Vlag van Noorwegen               |         |         |         |         |
| 34                     | Isabelle Balhan    | Vlag van België                  |         |         |         |         |
| 35                     | Christine Czerni   | Vlag van Oostenrijk              |         |         |         |         |
| 36                     | Rosanna Blong      | Vlag van Nieuw-Zeeland           |         |         |         |         |
| 37                     | Diana Marcos       | Vlag van Mexico                  |         |         |         |         |

### Paren / IJsdansen
| Goud   | Natalia Mishkutenok Artur Dmitriev   | Vlag van Sovjet-Unie         |  |
| Zilver | Isabelle Brasseur Lloyd Eisler       | Vlag van Canada              |  |
| Brons  | Natasha Kuchiki Todd Sand            | Vlag van Verenigde Staten    |  |
| 4      | Elena Beschke Denis Petrov           | Vlag van Sovjet-Unie         |  |
| 5      | Evgenia Shishkova Vadim Naumov       | Vlag van Sovjet-Unie         |  |
| 6      | Radka Kovaříková René Novotný        | Vlag van Tsjechië            |  |
| 7      | Peggy Schwarz Alexander König        | Vlag van Duitsland           |  |
| 8      | Stacey Ball Jean-Michel Bombardier   | Vlag van Canada              |  |
| 9      | Calla Urbanski Rocky Marval          | Vlag van Verenigde Staten    |  |
| 10     | Jenni Meno Scott Wendlend            | Vlag van Verenigde Staten    |  |
| 11     | Christine Hough Doug Ladret          | Vlag van Canada              |  |
| 12     | Anuschka Glaser Stefan Pfrengle      | Vlag van Duitsland           |  |
| 13     | Cheryl Peake Andrew Naylor           | Vlag van Verenigd Koninkrijk |  |
| 14     | Anna Gorecki Arkadius Gorecki        | Vlag van Duitsland           |  |
| 15     | Rena Inoue Tomoaki Koyama            | Vlag van Japan               |  |
| 16     | Danielle Carr Stephen Carr           | Vlag van Australië           |  |
| 17     | Anna Tabacchi Massimo Salvade        | Vlag van Italië              |  |
| 18     | Saskia Bourgeois Guy Bourgeois       | Vlag van Zwitserland         |  |
| 19     | Katarzyna Glowacka Krzysztof Korcarz | Vlag van Polen               |  |

| IJsdansen              | IJsdansen                                     | IJsdansen                    | IJsdansen | IJsdansen | IJsdansen | IJsdansen |
| #                      | naam                                          | land                         |           |           |           |           |
| ---------------------- | --------------------------------------------- | ---------------------------- | --------- | --------- | --------- | --------- |
| Goud                   | Isabelle Duchesnay Paul Duchesnay             | Vlag van Frankrijk           |           |           |           |           |
| Zilver                 | Marina Klimova Sergei Ponomarenko             | Vlag van Sovjet-Unie         |           |           |           |           |
| Brons                  | Maia Usova Alexander Zhulin                   | Vlag van Sovjet-Unie         |           |           |           |           |
| 4                      | Oksana Grishuk Jevgeni Platov                 | Vlag van Sovjet-Unie         |           |           |           |           |
| 5                      | Klara Engi Attila Toth                        | Vlag van Hongarije           |           |           |           |           |
| 6                      | Stefania Calegari Pasquale Camerlengo         | Vlag van Italië              |           |           |           |           |
| 7                      | Susanna Rahkamo Petri Kokko                   | Vlag van Finland             |           |           |           |           |
| 8                      | Dominique Yvon Frederic Palluel               | Vlag van Frankrijk           |           |           |           |           |
| 9                      | April Sargent Russ Witherby                   | Vlag van Verenigde Staten    |           |           |           |           |
| 10                     | Jacqueline Petr Mark Janoschak                | Vlag van Canada              |           |           |           |           |
| 11                     | Elizabeth Punsalan Jerod Swallow              | Vlag van Verenigde Staten    |           |           |           |           |
| 12                     | Katerina Mrazova Martin Simecek               | Vlag van Tsjechië            |           |           |           |           |
| 13                     | Malgorzata Grajcar Andrzej Dostatni           | Vlag van Polen               |           |           |           |           |
| 14                     | Isabelle Sarech Xavier Debernis               | Vlag van Frankrijk           |           |           |           |           |
| 15                     | Anna Croci Luca Mantovani                     | Vlag van Italië              |           |           |           |           |
| 16                     | Michelle McDonald Martin Smith                | Vlag van Canada              |           |           |           |           |
| 17                     | Jennifer Goolsbee Hendryk Schamberger         | Vlag van Duitsland           |           |           |           |           |
| 18                     | Ann Hall Jason Blomfield                      | Vlag van Verenigd Koninkrijk |           |           |           |           |
| 19                     | Saskia Stahler Sven Authorsen                 | Vlag van Duitsland           |           |           |           |           |
| 20                     | Diane Gerencser Bernard Columberg             | Vlag van Zwitserland         |           |           |           |           |
| Vrije kür niet bereikt |                                               |                              |           |           |           |           |
| 21                     | Kaoru Takino Kenji Takino                     | Vlag van Japan               |           |           |           |           |
| 22                     | Daria-Larissa Maritczak Ihor-Andrij Maritczak | Vlag van Oostenrijk          |           |           |           |           |
| 23                     | Monica McDonald Duncan Smart                  | Vlag van Australië           |           |           |           |           |
| 24                     | Katri Uski Juha Sasi                          | Vlag van Finland             |           |           |           |           |
| 25                     | Maria Hadjiihska Hristo Nikolov               | Vlag van Bulgarije           |           |           |           |           |
| 26                     | Park Jun-hee You Jong-hyun                    | Vlag van Zuid-Korea          |           |           |           |           |